# Матая Баїсова
Мата́я Баї́сова (каз. Матай Баисов) — село у складі Єскельдинського району Жетисуської області Казахстану. Входить до складу Карабулацького сільського округу.
У радянські часи село називалося Будьонний.
Населення — 1412 осіб (2021; 1432 у 2009, 1249 у 1999, 1597 у 1989).